# Joan Lascorz

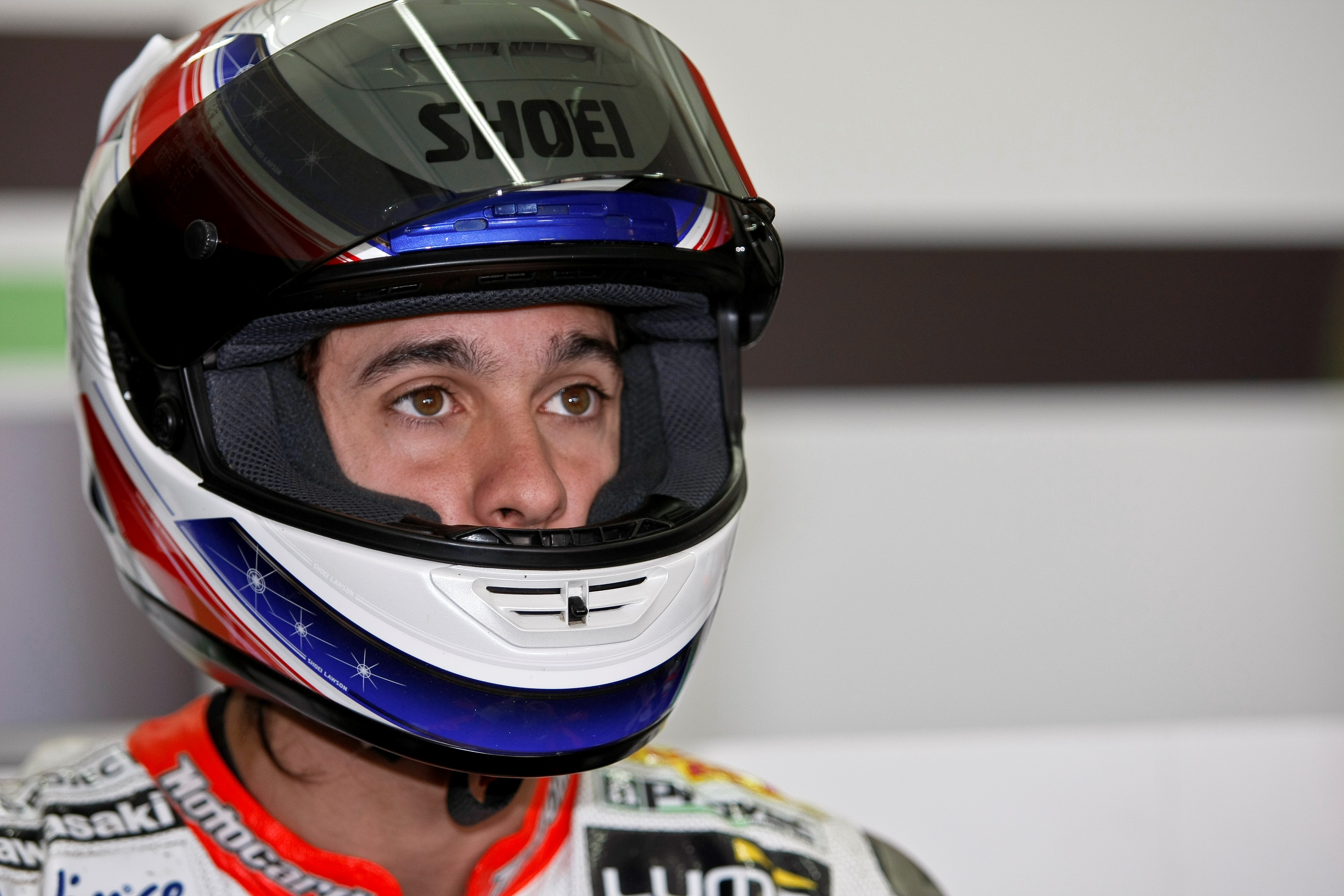
Lascorz en el box de su equipo, durante unas pruebas del Campeonato de Supersport.

Joan Lascorz Moreno (Hospitalet de Llobregat, Barcelona, 27 de febrero de 1985) es un piloto de motociclismo español, que compitió en el Campeonato del Mundo de Superbikes (2011-2012).
El 2 de abril de 2012, durante unos entrenamientos oficiales, el piloto sufrió una grave caída en el circuito italiano de Imola, impactando contra un muro de protección a unos 200 km/h, provocándole una lesión medular de nivel C5/C6, que le afecta no solo a la movilidad de sus piernas sino también a la de su torso, brazos y manos. 

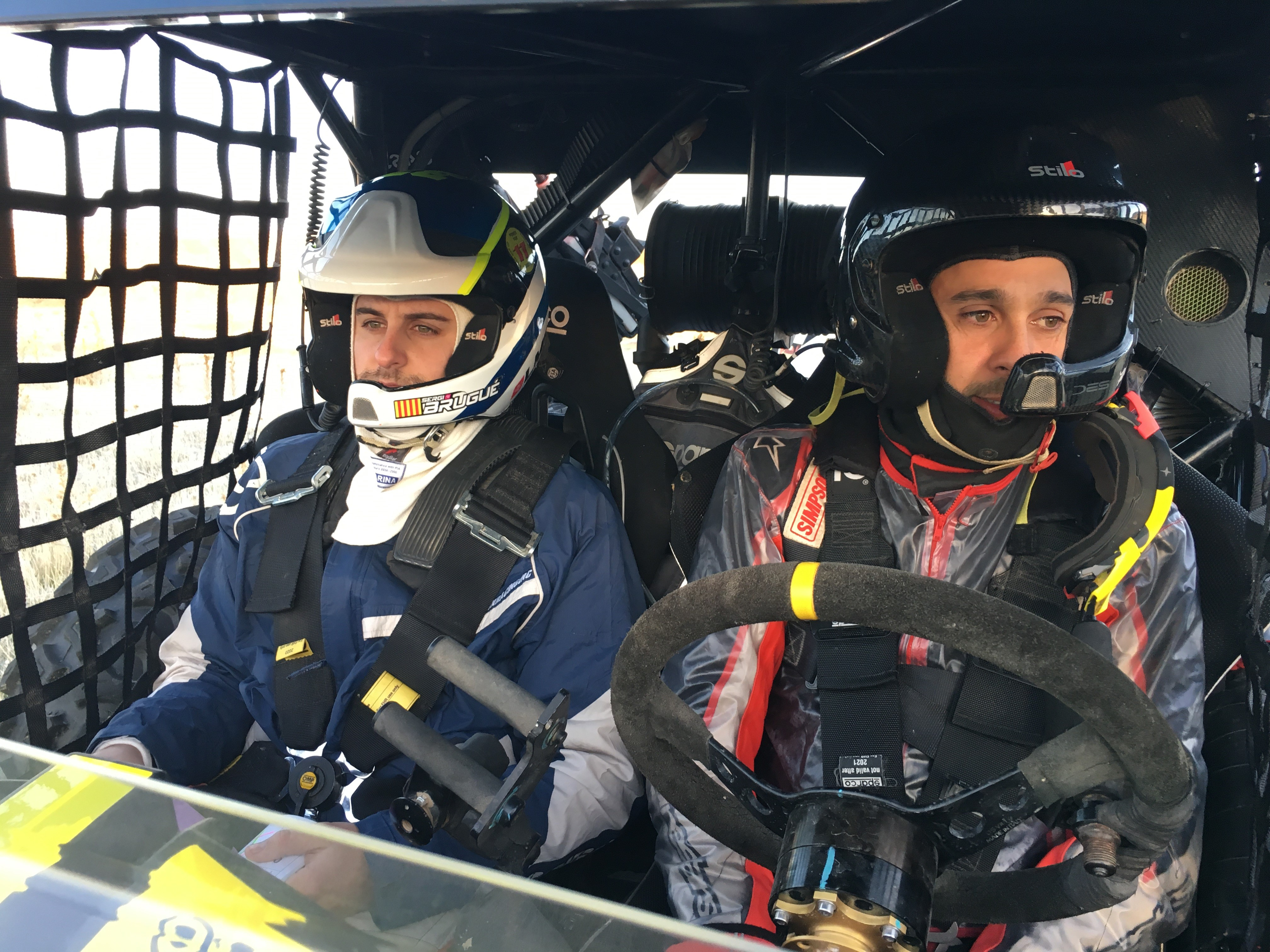
J. Lascorz y S. Brugué en un tramo de enlace en la primera etapa del Rally TT Cuenca 2016

En una lección de superación, esfuerzo y valentía, Joan Lascorz regresa en julio de 2014 al mundo del motor como piloto de rallyes todo terreno, con un vehículo adaptado a sus necesidades, convirtiéndose en el primer piloto con Tetraplejía que participa en una prueba oficial del campeonato de España.
Junto con el equipo GlanerTT-17 Foundation, se proclamó campeón nacional de buggys y consiguió la tercera posición absoluta del Campeonato Español de Rallyes Todo Terreno 2016.
En 2022 participó en el Rally Dakar, siendo el primer tetrapléjico en el Rally más duro del mundo. Acabó la carrera 9.º en la categoría T4 de SxS.

## Palmarés

### Campeonato de España de Rallyes Todo Terreno 2016
|                       | Absoluto | Buggies | Total km |
| --------------------- | -------- | ------- | -------- |
| Rally Lleida Pirineos | 9.º      | 4.º     | 468      |
| Baja Almanzora        | 9.º      | 3.º     | 486      |
| Rally Mar de Olivos   | 5.º      | 2.º     | 472      |
| Baja Aragón (FIA)     | 7.º      | 1.º     | 700      |
| Rally Guadalajara     | 3.º      | 1.º     | 700      |
| Resistencia Serón     | 2.º      | 1.º     | 432      |
| Rally Cuenca          | 3.º      | 1.º     | 700      |